# De finibus bonorum et malorum
Il De finibus bonorum et malorum ("Il sommo bene e il sommo male") è un dialogo filosofico in cinque libri scritto da Marco Tullio Cicerone che si pone il problema di cosa sia il sommo bene, tenendo in considerazione le due filosofie antiche stoica ed epicurea che, rispettivamente, lo identificavano nella virtù e nel piacere.

## Struttura e contenuto dell'opera
L'opera è costituita da due dialoghi. Il primo dialogo (libri I e II) si svolge nella villa di Cicerone a Cuma, ad esso prendono parte Cicerone e due suoi giovani amici, Lucio Manlio Torquato e Gaio Valerio Triario. Torquato, figlio dell'omonimo console del 65 a.C., era stato eletto pretore per l'anno seguente; poiché egli rivestì tale incarico nel 49 a.C., la data fittizia in cui il dialogo è ambientato è il 50 a.C.
Il tema del dialogo è la dottrina morale epicurea, condensata nella proposizione «il sommo bene consiste nel piacere» di cui Torquato si fa sostenitore e Cicerone contraddittore. Torquato afferma infatti che il piacere sia il fine verso cui l'uomo naturalmente tende e che la felicità consista nel piacere nella misura in cui esso non è mero e fugace godimento dei sensi, bensì condizione stabile di serenità e di assenza di dolore fisico.
Secondo Cicerone, invece, Epicuro cadrebbe in contraddizione nel momento in cui sembra affermare che piacere ed assenza di dolore fisico coincidono. Agli occhi di Cicerone, la stessa definizione epicurea di piacere sarebbe ambigua in quanto duplice: talvolta esso è inteso come soddisfacimento immediato dei sensi (piacere in movimento), talvolta come mancanza duratura di ogni dolore (piacere stabile), e solo nella seconda accezione esso coinciderebbe col sommo bene.
Secondo Cicerone, se il sommo bene coincidesse con il piacere e non con la ragione, allora potrebbe darsi il caso di un sapiente infelice, dato che il dolore è inevitabile.
Cicerone argomenta che l'uomo è nato con aspirazioni più elevate rispetto al mero piacere e che dunque, in accordo con la propria natura, egli cerca il sommo bene in qualcosa di superiore. Prova di ciò sono i numerosi esempi di individui virtuosi che la storia romana offre, i quali hanno preferito perseguire la virtù anche se questo ha portato loro a gravi sacrifici, in alcuni casi addirittura alla morte. Tra gli individui esemplari citati da Cicerone vi sono Marco Attilio Regolo che, sconfitto dai Cartaginesi, convinse il senato a non trattare in suo favore, andando incontro a terribili supplizi, e Lucrezia, che si sarebbe suicidata dopo essere stata violentata da Sesto Tarquinio, figlio di Tarquinio il Superbo (secondo la leggenda Giunio Bruto usò il suo pugnale per guidare la rivolta contro la dominazione dei re etruschi e venne così instaurata la repubblica).
Alcuni dei momenti fondamentali dell'argomentare di Cicerone sono quelli in cui egli «rileva l'inevitabile dualismo fra prassi e teoria che mette l'Epicureo nella sconcertante posizione di aver convinzioni personali di cui non può essere assertore nella vita pubblica», cosa assolutamente inammissibile per la mentalità ciceroniana e romana in genere secondo cui in un buon cittadino romano pensiero e pratica di vita devono coincidere totalmente.
Il libro III espone il dialogo tra Cicerone e Marco Porcio Catone Uticense in merito alla questione sul sommo bene.
L'attore principale è Catone, il quale descrive i punti principali della gnoseologia stoica di Zenone di Cizio. Catone identifica come “sommo bene” la possibilità di esercitare la facoltà della ragione. L'allontanamento di ogni ostilità/dolore è giustificato per via di uno “spirito di conservazione” del soggetto.
La facoltà della ragione si esplica mediante la partecipazione consapevole del soggetto nell'esperienza. Perciò la rappresentazione catalettica, basata sull'Assenso, manifesta un preciso interesse del soggetto e tende oltre la semplice sensazione.
Secondo Catone, quindi, il sommo bene coincide con un atto di onestà nei confronti di «ciò che è conforme a natura», alla legge naturale: un assenso all'esperienza. 
Catone polemizza contro le dottrine etiche dei Peripatetici. Aristotele confuse ciò che intendiamo per “cose preferite” con il “sommo bene”: la felicità come attività contemplativa del sapiente. 
Secondo Catone, invece, il sapiente esercita l'onestà come adempimento di un «dovere» indicato dalla natura nella percezione: qualcosa che di per sé non si può intendere né come bene né come male; né come virtù né come vizio.
Il capitolo si chiude con un elogio alla figura del sapiente ricordando tre esempi negativi per la storia di Roma: Tarquinio il Superbo, il quale pensò ai propri interessi cercando ripetutamente il conflitto contro la nascente Repubblica; il dittatore Lucio Cornelio Silla sconvolse la politica di Roma con il lusso, l'avidità e la crudeltà delle stragi civili; Marco Licinio Crasso oltrepassò l'Eufrate nella Battaglia di Carre del 53 a.C. “senza alcun motivo”.
Il libro IV espone le principali obiezioni di Cicerone alla dottrina stoica. 
Secondo Cicerone, Catone ha operato un “mutamento dei principi naturali” e ha complicato la terminologia della filosofia allontanandola dalla realtà. 
Mentre Catone ha subordinato la conoscenza alle virtù che appartengono alla struttura umana, Cicerone stabilisce un rapporto tra l’esperienza e la conoscenza: le virtù sono “in divenire”, ricercate e acquisite. Il rischio più alto che si nasconde dietro il pensiero di Catone è il pericolo di cadere in errori di valutazione e ambiguità che giustificano le azioni umane in base al grado di onestà “sentita”, ad esempio: Livio Druso può essere ritenuto “onesto” al pari di Gaio Gracco, oppure possiamo affermare che Tiberio Gracco ha agito negli interessi dello stato come suo padre.
Cicerone non accetta queste tesi; secondo lui, Tiberio ha lavorato per “abbattere” Roma.
Inoltre, Cicerone critica lo stoicismo in quanto ha “dimenticato” la nozione di “dovere” e, prima ancora, “tutto ciò che non rientra in nostro potere”.
[...] avete improvvisamente abbandonato il corpo e tutto ciò che, pur essendo conforme a natura, non rientra in nostro potere, insomma il dovere stesso.
La nozione di “bene secondo natura” non considera una sola componente della vita, bensì assume la “cura” e la protezione dell'intero organismo.
[…] ogni natura ha premurosa cura di se stessa. Quale vi è infatti che abbandoni mai se stessa o una qualche parte di se stessa o la proprietà o l'essenza di tale parte o il movimento o lo stato di alcune di quelle cose che sono conformi a natura?
È importante sottolineare la relazione esistente tra etica e teoria della conoscenza.
La visione “organica” dell'etica ciceroniana non prende in considerazione un aspetto dell'esistenza, ma è espressione della "postura" dell'io all'intero “corpo” della civitas e delle esigenze fondamentali della vita: la cura per la salute, la cura per la famiglia, la partecipazione alla vita politica, i doveri della vita.
Per far ciò, l'unica alternativa consiste nell'abbandonare l'attaccamento ad una idea autoreferenziale di sé, e del concetto stoico "natura" espresso da Catone, per "aprire" lo sguardo verso i bisogni e le esigenze concrete della res publica.

## Analisi
Cicerone operò una distinzione fra personalità epicuree e l'istituzione da esse animata, e qualificò gli Epicurei come uomini degni, pieni di onestà, integrità e generosità, ma incoerenti promotori di una dottrina "peggiore di loro", segnata dal rigetto della struttura logico-dialettica propria della migliore filosofia greca e da un disinteresse antididattico rispetto ad un'organizzazione sistematica delle idee e delle disputatio. Ciò avrebbe generato formulazioni ambigue e scarne, che l'avrebbero resa il sistema filosofico più semplice da trattare e comprensibile da un profano, almeno nel suo quadro di fondo.